# Chevaux légendaires dans le Jura
Vous lisez un « article de qualité » labellisé en 2010.

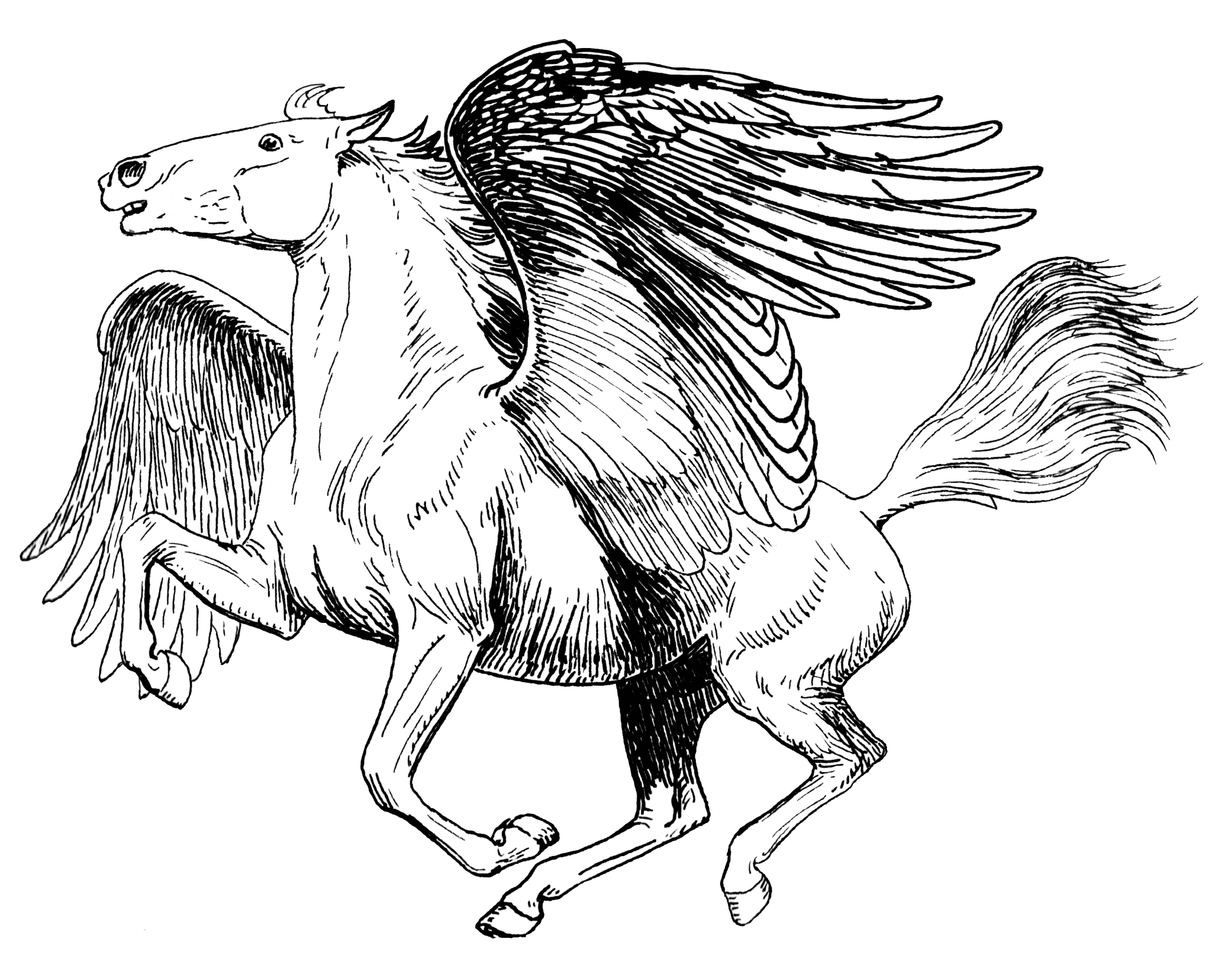
Un cheval ailé blanc, tel que mentionné dans la légende de Chisséria et de Foncine-le-Haut.

Plusieurs chevaux légendaires sont mentionnés dans le massif du Jura. Il s'agit principalement de chevaux blancs et ailés se promenant près de sources, s'envolant au sommet des montagnes ou s'ébattant dans les forêts jurassiennes. On trouve également mention de chevaux sans tête, d'un cheval à trois pieds, ou encore de dangereuses montures qui noient dans la Loue les humains tentés de les monter. Ces animaux peuvent être montés durant une chasse sauvage ou simplement bloquer un passage, voire jouer des tours à ceux qui les enfourchent, ou les tuer.
Leurs légendes ont été principalement consignées par Désiré Monnier au début du XIXe siècle, et reprises dans divers ouvrages consacrés au folklore au fil du temps, comme celui de Jacques-Paul Migne concernant les croyances populaires, le Manuel de folklore français contemporain d'Arnold van Gennep, Le folklore de France de Paul Sébillot ou encore l'ouvrage de Gabriel Gravier qui s'attache aux légendes de Franche-Comté.
Désiré Monnier et Gabriel Gravier voient pour ces légendes diverses origines possibles, celles des chevaux blancs et ailés semblent anciennes et issues de la tradition celtique, de la mythologie romaine, du Pégase de la mythologie grecque ou encore d'un génie tutélaire des Huns dont le souvenir se serait implanté dans la région. Le cheval Gauvin et les chevaux sans tête semblent être plus récents, et destinés à effrayer les enfants.

## Légendes

### Premiers collectages

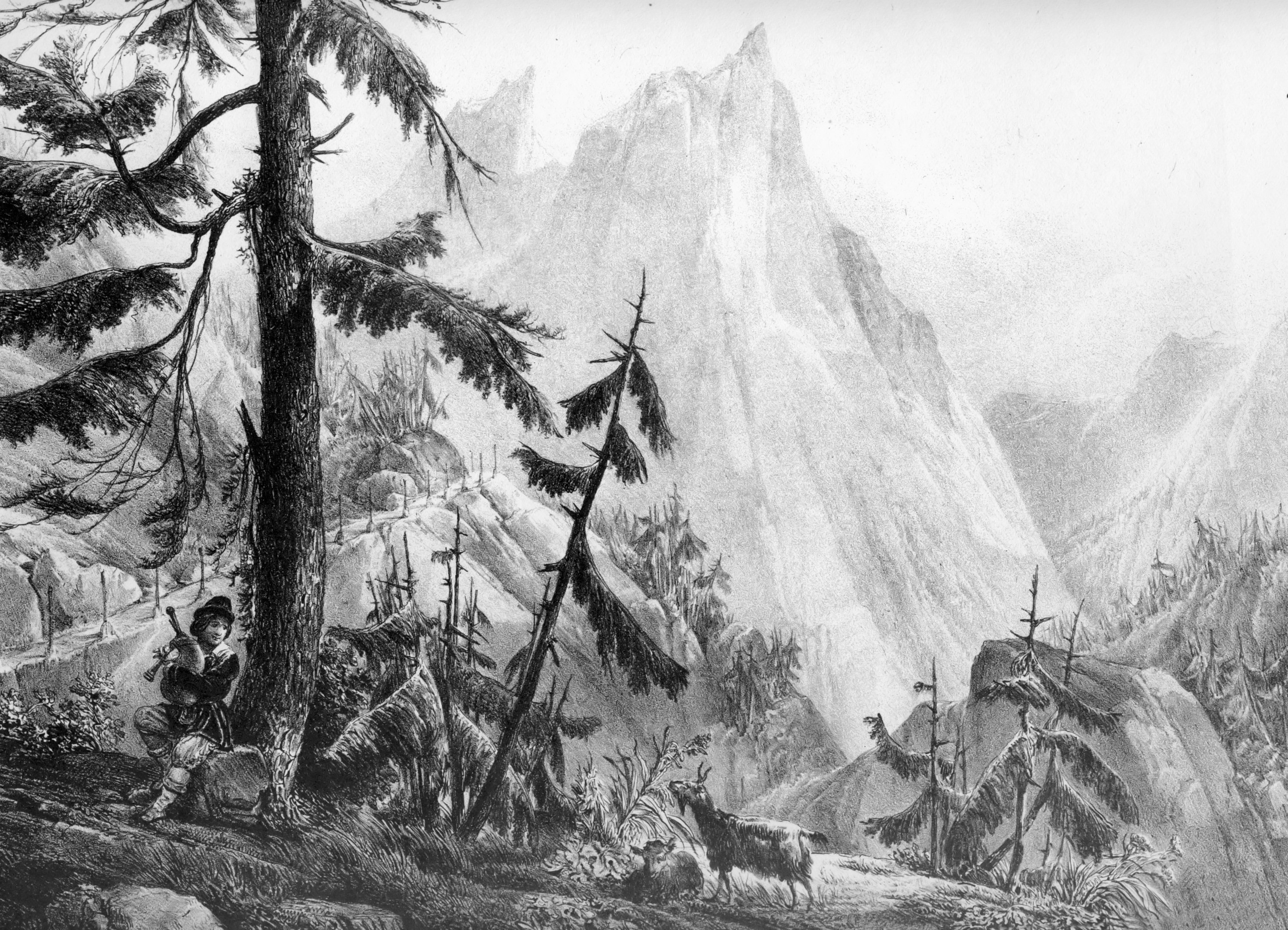
Montagne du Jura vue dans les Voyages pittoresques et romantiques dans l'ancienne France, 1826

Ces légendes ont toutes été consignées par Désiré Monnier durant la première moitié du XIXe siècle. Elles figurent dans son ouvrage consacré aux traditions populaires comparées, paru en 1854. La Revue des traditions populaires précise en 1908 que « le Cheval blanc ressemblait au cheval ordinaire, mais pouvait traverser les airs, franchir l'espace et raser la terre avec la rapidité d'un oiseau ». D'une manière générale, il y est noté que les animaux fantastiques ont seulement l'apparence d'un être corporel. On leur attribue, comme aux esprits, la faculté de traverser tous les corps et de se mouvoir avec la rapidité de la pensée. Leurs formes sont « extraordinaires, bizarres, incohérentes ». Parfois, ceux qui disent les avoir vus n'ont jamais voulu rien dire de leur forme. En Franche-Comté, la plupart des animaux fantastiques sont des quadrupèdes ; plus rarement des oiseaux, des reptiles ou des êtres moitié poissons et moitié reptiles.

### Le cheval blanc de Chisséria ou Pégase de Ségomon
Le cheval blanc de Chisséria est propre au canton d'Arinthod, où circulent également de nombreuses légendes à propos des sylphes. Ce cheval porte aussi le nom de « Pégase de Ségomon »,,. Il apparaissait dans les airs sous la forme d'un cheval blanc, parfois accompagné d'esprits follets, de sylphes et de sylphides, ou chevauché par un chasseur armé qui parcourait ensuite le ciel. Le canton est réputé pour les anciens cultes aux divinités présidant à la chasse, mais il n'existe pas d'information permettant de savoir qui est son cavalier.
Le village de Chisséria est par ailleurs réputé pour de nombreuses autres légendes :

« L'habitant de Chisséria n'a point à étaler aux yeux des curieux, comme celui du vallon de Vogna, un menhir, une enceinte sacrée, un buste de prêtresse, des médailles gauloises et romaines, mais il les séduira par ses merveilleuses légendes. Il leur montrera des dracks apparaissant dans les airs sous la forme d'un cheval blanc, d'agaçantes demoiselles folâtrant au clair de la lune sur les bords des étangs, la vouivre à l'étincelante escarboucle, volant de la tour de Dramelay à celle de Montcroissant, des loups-garous, des sorciers courant au sabbat, montés sur des fuseaux. Il leur fera entendre la voie du génie hospitalier caché sous les ruines de Montcroissant, qui invite tous les passants à venir goûter le vin généreux enfoui depuis des siècles dans les caves de ce vieux castel. »

— Alphonse Rousset et Frédéric Moreau, 1854

### Le cheval blanc de Foncine ou Pégase de Foncine
Le cheval blanc de Foncine, ou Pégase de Foncine, est un merveilleux cheval blanc ailé, propre à Foncine-le-Haut, Foncine-le-Bas et les Planches, qui formaient une communauté unique jusqu'en 1790. De nombreux témoignages sont relevés dans la région au début du XIXe siècle : le cheval apparaît plus volontiers au crépuscule, « l'heure de toutes les apparitions merveilleuses ». De nombreux bergers affirment avoir eu le plaisir de voir « cet élégant coursier » blanc paître aux sources de la Saine, près de la grange de la Doye, puis s'envoler avec « une admirable légèreté » vers la cime de la montagne sacrée, ce qui les a envahis d'une émotion indéfinissable. Le maire de Foncine-le-Haut lui-même atteste que ce cheval est très connu à son époque : « le docteur Hunier, ancien maire de Foncine-le-Haut, qui, à la vérité, ne se flatte pas d'avoir la vue plus perçante que les bergers de sa commune, atteste du moins que le cheval blanc est de notoriété publique ».
La source près de laquelle il apparaît est sacrée, et réputée pour ses vertus guérisseuses contre la fièvre depuis l'époque celtique. Une légende raconte qu'une fille s'est précipitée un jour dans le gouffre où les eaux de la Saine prennent source, pour ne plus jamais reparaître. Il pourrait s'agir d'une nymphe ou d'une fée condamnée par le christianisme à ne plus jamais se montrer à ses adorateurs,,,,.

### Les chevaux de Cosges
Deux chevaux très similaires sont mentionnés par les habitants de Cosges, dans le canton de Bletterans et les plaines qui s'étendent à l'ouest du Jura. Leur ciel est traversé par un chasseur aérien qui presse les flancs d'un cheval ailé. Ils ont aussi été témoins d'un « phénomène merveilleux » : un « cheval blanc, sans tête, s'abat quelquefois sur leur territoire. S'il prend alors la fantaisie à quelque téméraire de l'enjamber, il est aussitôt emporté dans l'espace par ce singulier destrier, et ne reparaît plus »,,.
Ces chevaux se retrouvent dans la toponymie du village : le lieu-dit « au Pied du Cheval » semble étroitement lié aux apparitions légendaires.

### Les chevaux de Relans

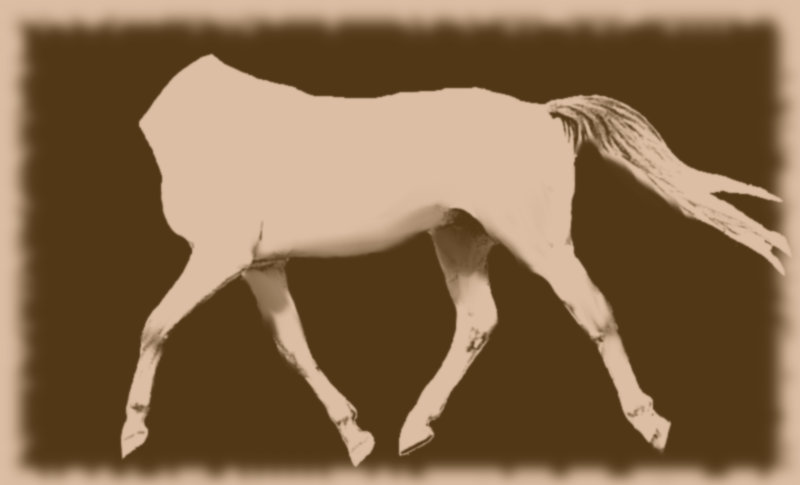
Cheval blanc sans tête

Relans passe pour un « village féerique ». Un dictionnaire des communes du Jura mentionne Relans comme « le pays-féerie par excellence » en 1837, signalant que « l'histoire tout entière de Relans ne se compose que de légendes ». On voyait « la trace lumineuse d'un char brillant, attelé de quatre chevaux blancs, qui, à certain jour de l'année, fend l'espace, emportant dans les airs un magnifique chasseur accompagné de sa meute aboyant à pleine voix et de ses brillants écuyers sonnant du cor ».
Un autre cheval sans tête habitait autrefois ce territoire : il était blanc aussi, et paraissait s'être attribué la garde de l'entrée d'un chemin qui pénétrait dans le bois de Commenailles car c'était toujours en cet endroit qu'on le rencontrait. Le plus souvent, il fondait au galop sur le voyageur, et le jetant sur son dos il allait le déposer au loin, soit dans les champs, soit au milieu des bois. D'autres fois, il arrivait sans bruit derrière le passant, et lui posait ses pieds de devant sur les épaules. Il semblerait que ce cheval ait disparu « dans les tourmentes révolutionnaires, tourmentes qui ont emporté tant d'autres choses,. »
Outre ses chevaux, Relans est réputé pour ses dames vertes qui « folâtrent sur la chaussée de l'étang de la Folie », pour un bouc noir qui tourne autour de l'étang de la Gaberie avec une chandelle entre les cornes, pour « l'agile et insaisissable poule noire » visible au bord de l'étang de la Basse, et au fond de la Mare-Rouge, pour le son argentin de deux cloches lancées à toute volée pour annoncer l'heure de minuit à Noël.

### Le sylphe cavalier de Bonlieu

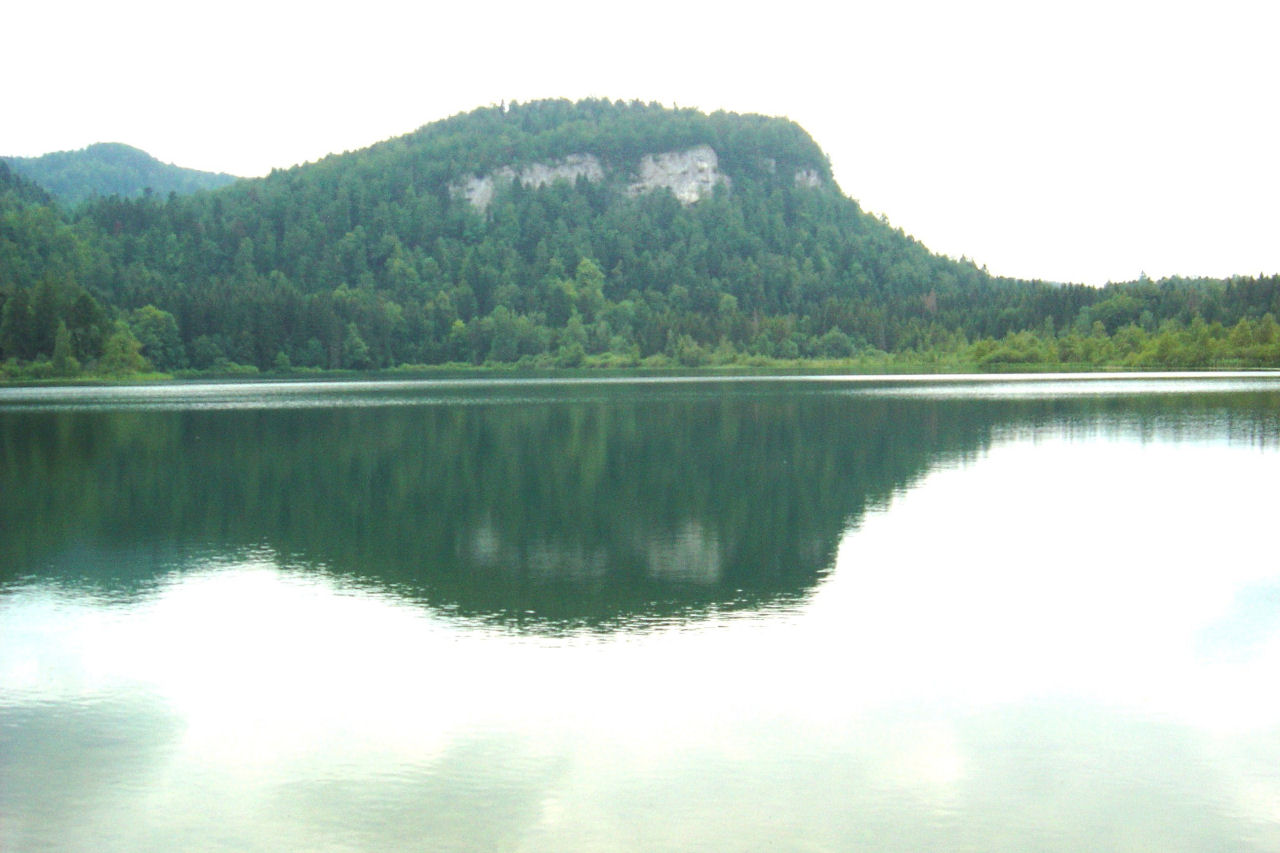
Vue du lac de Bonlieu, où est mentionné le sylphe cavalier

Le sylphe cavalier est décrit comme un roi qui tient un sabre levé, monté sur un cheval blanc, ailé, et superbement harnaché. Il parcourt ainsi les cieux, caracolant dans « les monts hérissés de noirs sapins » près des lacs du haut-Jura comme ceux de Bonlieu et de Narlay. Il s'agirait d'un esprit aérien, dont les montagnards des parages disent que c'est l'âme en peine d'un ancien seigneur de l'Aigle,.
Quelques observateurs rapportent avoir vu le cavalier de Bonlieu botté, armé et casqué, chevauchant dans les airs sur son blanc palefroi pour s'abattre dans la plaine sans la toucher et repartir aussi promptement que l'éclair. D'autres ont aperçu son cheval seul, attaché par la bride à la roche escarpée de Magney comme à un râtelier. Il était en dehors de la roche, en l'air, le crin hérissé, la queue tendue, attendant avec impatience que son maître vienne l'enjamber, afin de recommencer au plus tôt ses courses à travers le ciel,. Il se reposait parfois dans la forêt de La Chaux-du-Dombief.

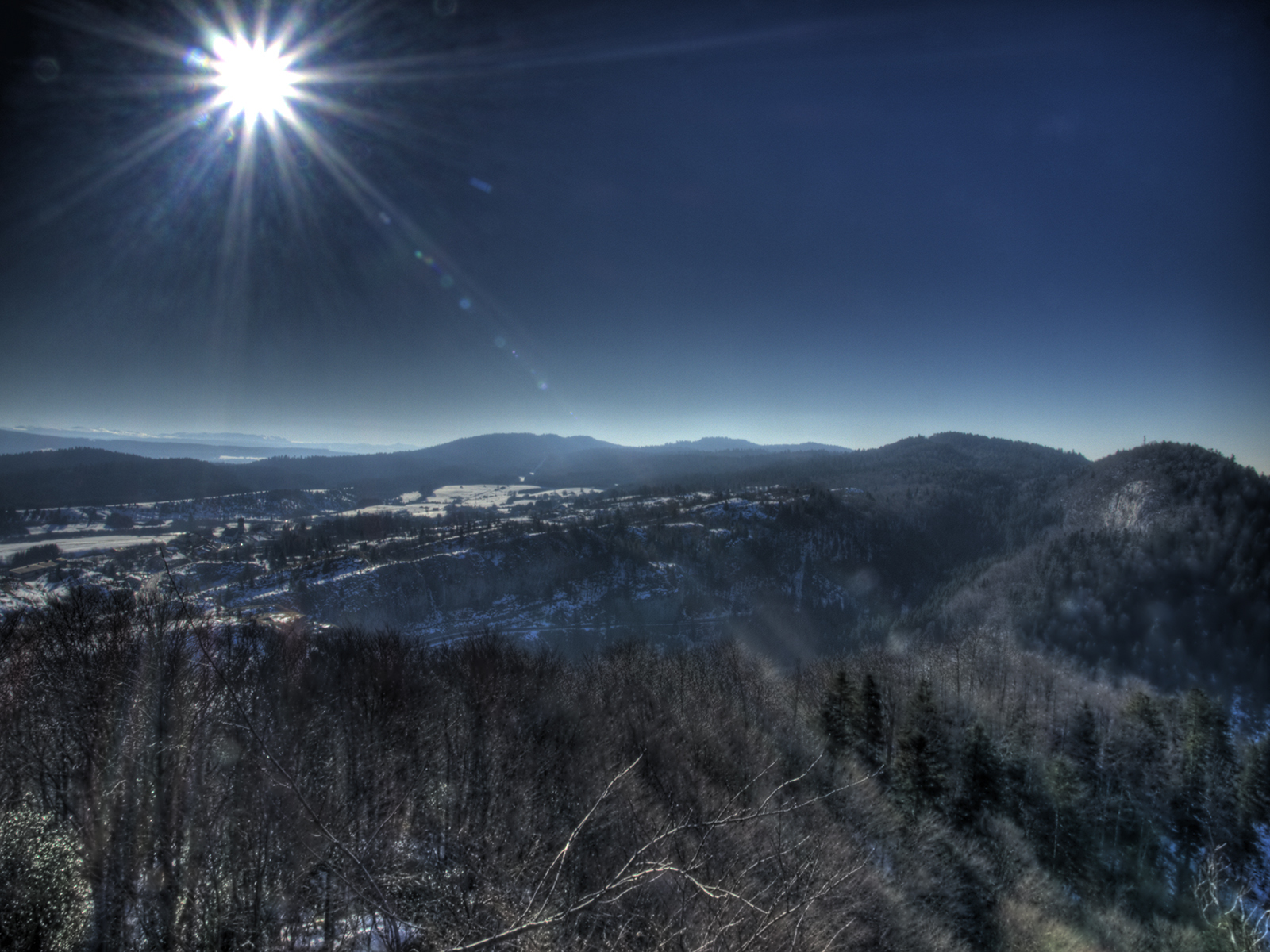
Vue de La Chaux-du-Dombief depuis le Pic de l'Aigle, lieux où aurait été aperçu le sylphe cavalier.

À l'époque où la légende est consignée, dans la première moitié du XIXe siècle, les vieillards rapportaient que dans leurs jeunes années, ils recherchaient un livre écrit par « le Merlin du pays » qui y avait « déposé le secret d'intéresser le sylphe en sa faveur ». Ils rapportent ainsi que bon nombre de personnes, « pressées d'arriver à leur destination ou intéressées à fuir la poursuite des gens suspects » l'ont invoqué avec succès. Toutefois, le sylphe cavalier est également réputé avoir favorisé la contrebande de nombreuses fois. Il se raconte aussi qu'il seconde les cœurs aimants séparés par trop de distance, et qu'il est assez bon pour recevoir en croupe un jeune amoureux à qui la nuit ne serait pas assez longue pour la passer en voyage et en tête-à-tête avec sa belle ; à condition, bien sûr, qu'il soit bien persuadé de la pureté de pareilles amours. Il était réputé grave et même triste, et ne s'amusait pas aux dépens des mœurs et de la tranquillité des familles. Il s'agit d'un héros sombre et malheureux, tantôt à cheval et tantôt à pied.

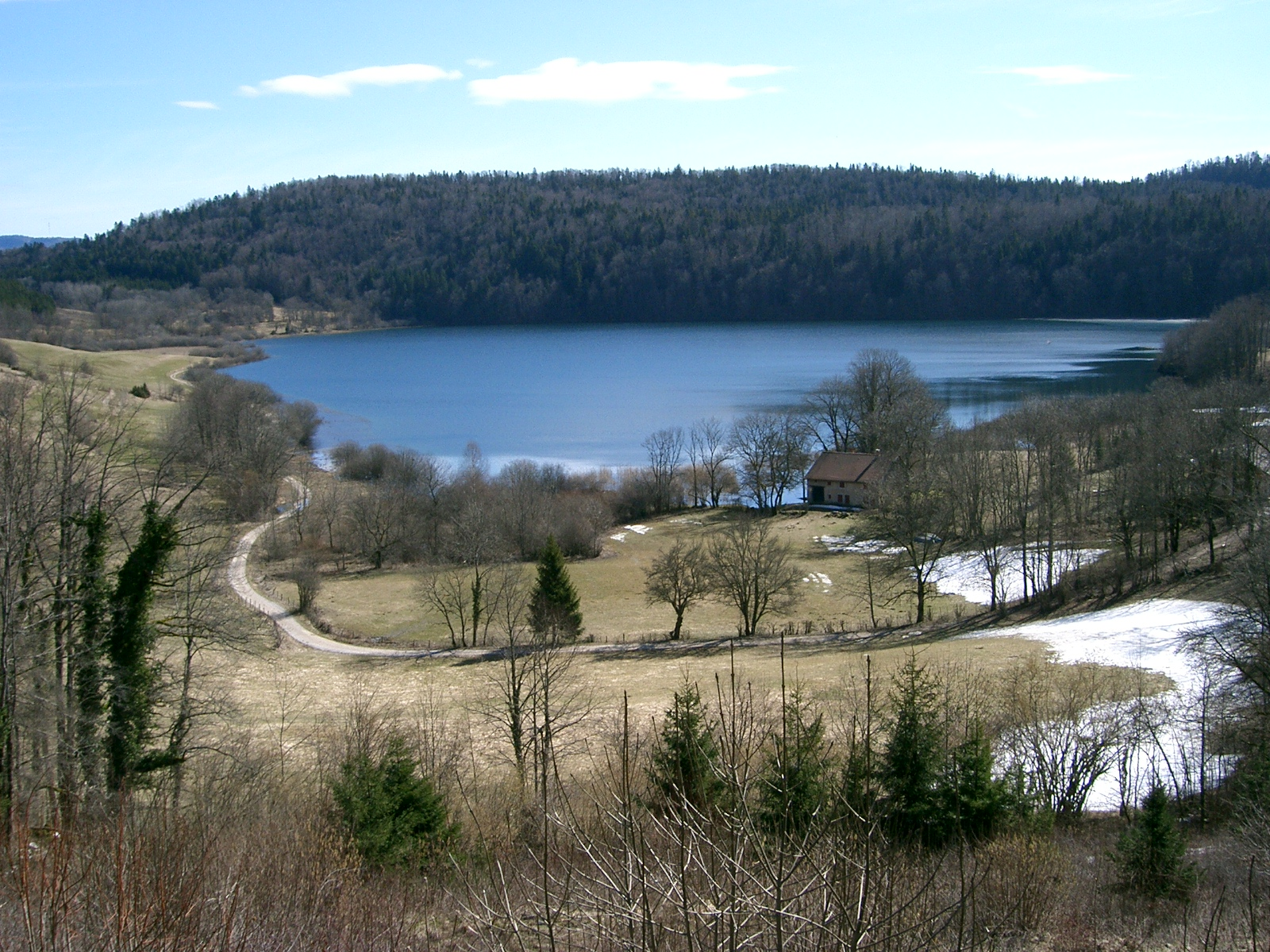
Vue du lac de Narlay, autre lieu où est mentionné le sylphe cavalier

En 1864, Paule Méré évoque le Jura et ses légendes dans la Revue des Deux Mondes :

« Bois sombres, verts pâturages, crêts escarpés et anguleux où se plaisent les plantes que réjouissent le soleil et les autans, combes marneuses que chérit la gentiane du printemps, falaises brunâtres ou crayeuses, cirques rocheux, cluses étroites encaissées entre des murailles grises, sommets abrupts qu'habitent le sylphe cavalier et l'esprit des pierrettes, nants où se précipite une eau bouillonnante, ruisseaux clairs qui à trois pas de leur source disparaissent dans des gouffres, lacs transparents aux grèves nues bordées de sapins, pentes pierreuses où rampe la vipère rouge, tourbières où dorment des mousses jaunâtres et des arbustes rabougris, marécages décorés de prêles et de scirpes, monts et vallées, ravines et prairies, champs stériles, labeur patient de l'homme et des bœufs pour vaincre les refus de la terre, maisonnettes blanches éparses sur les hauteurs, humbles logis couverts en bardeaux dont l'habitant travaille le fer et le bois pour suppléer à l'indigence d'un sol avare, troupeaux errants, silences profonds, croassements de la corneille, ciel à demi voilé des longues après-midi, vapeurs grisâtres traînant au flanc des montagnes, clairières que le vent du soir emplit de son ennui, royauté sereine de la lune à l'heure de mystère où elle s'empare des vieilles forêts étonnées »

— Paule Méré, Revue des deux Mondes

### Trois-pieds
Ce cheval tripède est issu du département du Doubs, car il habite les bois de Nancray, dans les moyennes montagnes qui dominent Besançon mais fréquente aussi quelques autres localités. La légèreté de Trois-pieds n'aurait « rien qui l'égale chez les Cosaques et les Bédouins ». On assure que l'adroit écuyer qui parviendrait à le brider ferait de cet étrange animal tout ce qui lui plairait. Mais qu'une fois que Trois-pieds s'en affranchit, c'est pour toujours ; il s'échappe comme un trait et va retrouver, au fond des bois, son allure naturelle et les jours de sa liberté,,.

### Le cheval Gauvin
Le cheval Gauvin semble être le plus connu, cet animal maléfique est commun à toute la région de Franche-Comté et au Jura suisse, où il se promène le long des cours d'eau et tente de tuer toute personne qui l'enfourche. Dans le département français du Jura, le cheval Gauvin est réputé fréquenter la vallée de la Loue et la forêt de Chaux, où il enlevait des jeunes filles.
Désiré Monnier raconte qu'une femme de Chamblay passa un jour près du cimetière du village pendant la nuit, là où apparaissait le cheval Gauvin :

« Cette femme, bien connue par son caractère aventureux et résolu, ayant vu paître cette belle bête qui ne lui paraissait appartenir à personne de sa connaissance, s'approcha d'elle, la flatta de la main, la trouva docile et gentille : elle pensa donc pouvoir l'enjamber pour l'amener à son écurie. Quand le cheval-fée la sentit sur son dos, il donna à sa cavalière une légère idée de son mérite, en faisant des évolutions sans nombre sur la plage voisine du port. Tout allait parfaitement ; la chambléisienne était ravie de sa trouvaille ; elle galopait sans secousse, elle volait comme avec des ailes, tant et si bien qu'elle s'oubliait dans ces délicieux exercices d'équitation. Jamais elle ne s'était vue si forte en ce genre. Tout à coup, par un brusque retour de fortune, son noble palefroi lui fit enfin comprendre qu'elle s'était mal à propos confiée à lui : le coursier s'élança dans la Loue, comme s'il voulait lui donner une dernière preuve de son talent ; et, quand il fut arrivé au beau milieu de la rivière, il disparut sous elle et la laissa en conséquence tomber dans le courant le plus profond. Elle ne se sauva de cette noyade que d'une manière miraculeuse, qui n'a pas été racontée ; mais on sait qu'elle mourut en 1836, et l'on est maintenant persuadé que c'est des suites de sa frayeur. »

— Désiré Monnier, Traditions populaires comparées
Au milieu du XIXe siècle, sa tradition était encore vivante à Montbarrey et on le disait s'être montré plusieurs fois aux habitants près de Gillabois. Ce cheval était censé quitter son repaire inconnu à minuit, et parcourir les villages au grand galop. Les anciens du village, qui ne se vantaient pas de l'avoir vu, assuraient en 1839 qu'ils en ont eu grand peur dans leur jeune âge. On parlait du chevau Gauvin aux enfants à Montbarrey, à Joux et à Dole.

### Le drack

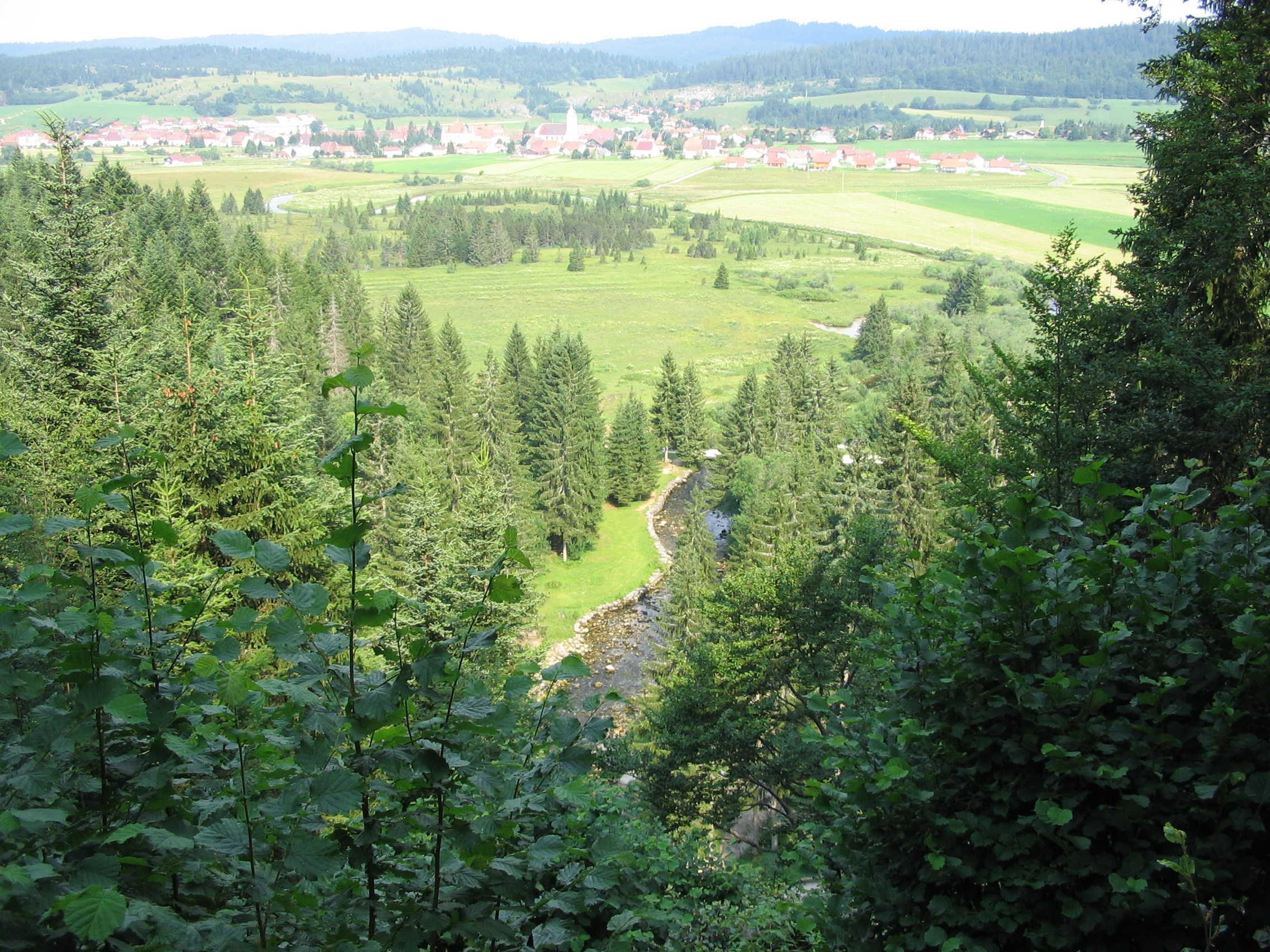
Le Doubs à hauteur de Mouthe, un lieu où sévit le drack selon la légende

Le drack semble fréquemment confondu avec les créatures mentionnées plus haut. Selon la Société des traditions populaires, il s'agit d'une espèce de quadrupède blanc ressemblant à un cheval (généralement) sans tête, mais très léger et très rapide dans sa course. Il est possible que son nom dérive du radical de « dragon ». Il existe un certain nombre de versions des légendes jurassiennes où le cheval blanc est identifié comme étant en fait un drack,. Le drack est ainsi décrit comme inoffensif à Vernantois, où il passe son temps à brouter près du moulin de Moirons. À l'Étoile, il emporte les voyageurs attardés dans le ciel. À la ferme de Champvent-du-Milieu, près de Mouthe, il ramène le fermier depuis les foires du village voisin. À Cosges, il transporte des voyageurs et ceux de Chisséria le verraient souvent passer. À Tavaux, il erre sur la route et s'empare des malheureux piétons qu'il va noyer dans le Doubs. C'est à Commenailles qu'on le connaît le mieux puisque le cheval sans tête qui vient sans bruit par derrière les voyageurs et pose ses deux pattes de devant sur leurs épaules serait un drack. Il les charge ensuite sur son dos et les emporte ventre à terre dans le bois d'où ils ont grand peine à sortir. C'est un monstre considéré comme très dangereux au début du XXe siècle, puisque dans les communes voisines, notamment à Relans, les vieillards donnent aux gens des consignes pour éviter la présence du drack qui, dit-on, garde l'entrée du bois.

## Origine et symbolique

Localisation des chevaux légendaires du Jura

Désiré Monnier voyait en 1854 plusieurs origines possibles dans ces légendes, issues selon lui de l'influence celte, grecque, ou encore tartare. Il note que l'iconographie des chevaux blancs jurassiens ressemble à celle que les Hindous ont peinte dans l'un de leurs tableaux sacrés pour représenter la dixième incarnation de Vishnou, quand ce dieu, qu'on représente souvent à cheval, viendra monté sur Kalkî.
Le travail de comparaison effectué par Monnier et Émile Vingtrinier est abondamment critiqué par M. Bourquelot de l'École des chartes, en 1857, qui les accuse d'avoir simplement relevé des ressemblances, sans prouver l'origine des légendes.

En 1904, Paul Sébillot note que tous les chevaux fantastiques franc-comtois sont étroitement liés à la forêt. En 1980, Gabriel Gravier met en avant le fait que la région jurassienne, montagneuse, se trouve à l'écart de la plupart des grands axes routiers. Tour à tour occupée par les Celtes, Gallo-romains, Burgondes et Alamans qui ont pu apporter avec eux leurs croyances, elle est restée globalement attachée à ses anciennes légendes.
Par contre, Désiré Monnier voit dans les chevaux sans tête et dans le cheval Gauvin des « épouvantails dont on fait usage vis-à-vis des enfants, pour les empêcher d'aller courir le soir », et affirme qu'ils ont probablement été inventés dans ce but.

### Origine celte
Désiré Monnier note que les deux villages de Foncine (Foncine-le-Haut et Foncine-le-Bas) « abondent en traditions et en usages antiques et curieux », le christianisme a supplanté la plupart des cultes païens mais de nombreux vestiges subsistent, ce que confirme aussi l'architecte Frédéric Moreau, au regard des très nombreuses traces de pratiques religieuses liées au culte druidique dans la région.
Selon Gabriel Gravier en 1980, le cheval blanc jurassien est une tradition gauloise francisée. Il note que la Saine est étymologiquement liée au druidisme et aux séquanes, prêtresses qui guérissaient les maux, maladies, et prédisaient l'avenir. Des subsistances celtiques dans le Jura concernent Noël et la tradition de s'embrasser sous le gui, l'aumône publique du Jour de l'An près du pont de la Cheverie, ou encore les monuments druidiques. Le costume porté par les hommes et des femmes de Foncine « imitait, il y a peu d'années encore, avec une exactitude singulière, celui des anciens Celtes, tel que Strabon l'a décrit ».
En 1855, un recueil mentionne un autre « sylphe cavalier » lié au légendaire jurassien de Suisse, monté sur un cheval noir qui ne vole pas. Il lui est attribué une origine celte :

« [...] on avait entendu des nains ou des fées fauchant à grand bruit durant les nuits d'été dans le pré de la Dame, sous la forêt au Donzel, au pied même du château. Beaucoup avaient vu le chien noir aux yeux de feu, Augenbrand, cherchant son maître, le comte Rodolphe de Sogren assassiné en 1233. D'autres avaient rencontré plus d'une fois le cavalier mystérieux, le chasseur sauvage, ce sylphe apparaissant dans tant de contrées depuis la Scythie, d'où il paraît être originaire, jusqu'en Bretagne, en Séquanie et dans tous les pays celtiques. Le soir, lorsqu'il n'y a plus qu'une lumière douteuse, il sort des redoutables cavernes du Teufelskuchi, monté sur un petit cheval noir et couvert lui-même de vêtements sombres ; son corps court et ramassé s'élève à peine au-dessus de la selle et son chapeau à larges bords est tellement enfoncé et rapproché de ses épaules qu'on peut douter s'il y a une tête sous cette coiffure. Il galope dans la direction de Soyhière et sa vitesse est si grande qu'on croit entendre le bruissement de l'air qu'il fend dans sa course rapide, mais les pieds de sa monture ne laissent aucune trace sur le chemin qu'il parcourt. La poussière ne s'élève point sous ses pas, l'eau et la boue, en temps de pluie, ne jaillissent point sur son passage, mais, par contre, les cavales qui le rencontrent hennissent d'épouvante et le voyageur s'écarte de son chemin avec terreur. Pourquoi ce cavalier ne dépasse-t-il jamais le vieux pont de Sogren, lieu même où le chien Augenbrand commence ses rondes nocturnes ? Pourquoi n'y a-t-il que certaines personnes qui aient le privilège de voir ce sylphe ? Ce sont là des questions auxquelles ces personnes du reste très-respectables et dignes de foi, ne peuvent répondre. Elles affirment cependant avoir vu le cavalier, elles citent des témoins, et cependant moins favorisé qu'elles, nous ne voyons dans ce mystérieux personnage qu'un mythe, un souvenir celtique, insaisissable comme les anneaux du déluge. »

— Société jurassienne d'émulation, Actes

### Mythologie grecque

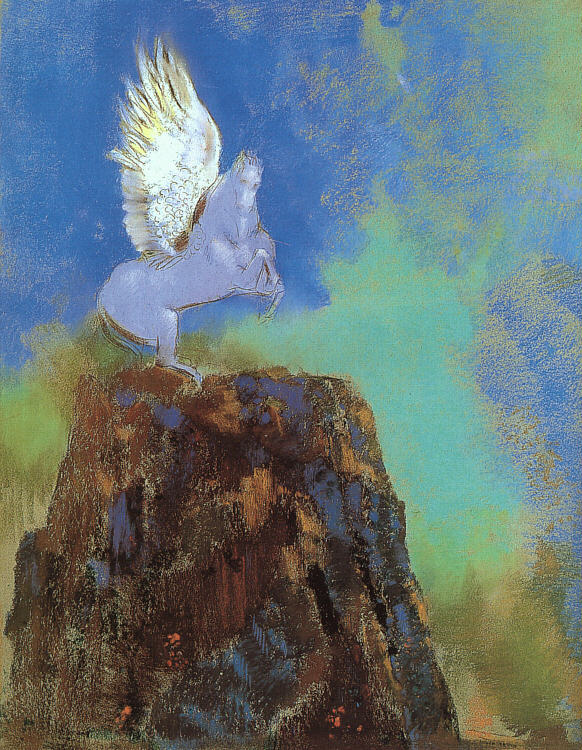
Pégase par Odilon Redon, en 1900. Le cheval ailé est représenté au sommet d'une montagne.

Une origine évoquée par Désiré Monnier pour les chevaux ailés et volants est celle du Pégase de la mythologie grecque, qui aurait « laissé ses empreintes un peu partout dans la région jurassienne ». Le château de l'Aigle jurassien peut-être assimilé au mont Olympe et la cime d'une montagne proche de Foncine-le-Haut, au mont Parnasse grec,. L'origine de l'image du « cheval ailé au sommet d'une montagne » est d'après lui clairement liée au mythe de Pégase. Le sylphe cavalier de Bonlieu rappelle le héros grec Bellérophon, qui enfourchait Pégase et chute en tentant d'atteindre l'Olympe, puis finit par errer à pied dans les déserts, rongé de soucis et évitant les rencontres. 

### Mythologie romaine
Le cheval blanc de Chisséria pourrait aussi être la monture du dieu gallo-romain d'Arinthod, Ségomon, assimilé au dieu Mars romain et à qui le romain Paternus, fils de la Gauloise Dagusa, a dans le temps érigé un autel à Arinthod, qui fut remplacé par une église avec la christianisation. Ségomon se voyait offrir des sacrifices. Il s'agirait d'un « dieu Mars solaire et cavalier ».

### Mythologie nordique

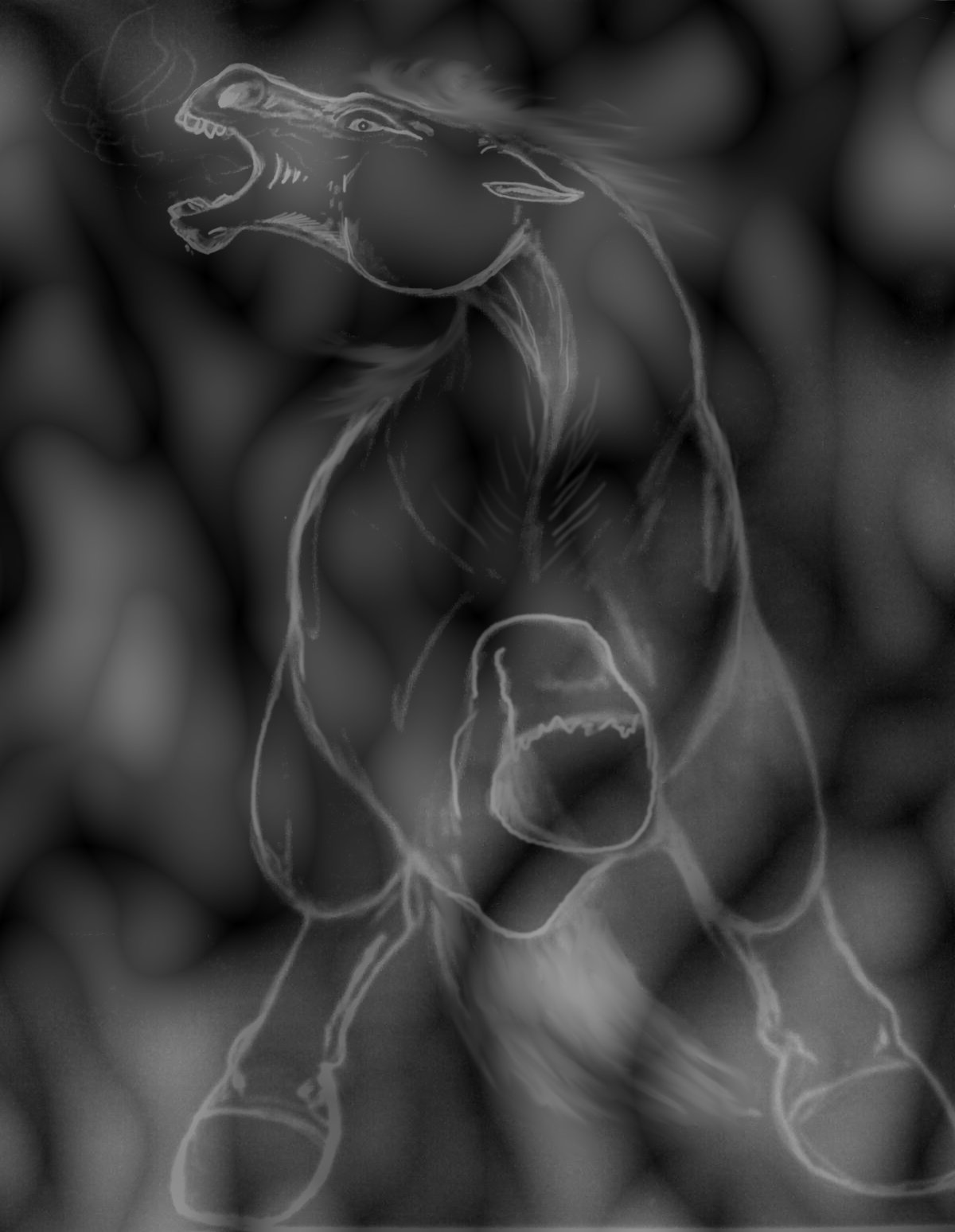
Helhest

Monnier voyait dans Trois-pieds un « enfantillage » et selon lui, « ceux qui ont fabriqué ce mythe sont peut-être les mêmes qui ont inventé la mythologie scandinave, où l'on voit Héla ou la Mort qui gouverne les neuf mondes, montée sur un cheval à trois pieds, et semant sur les nations tous les fléaux ». Cette croyance est propre aux paysans de l'antique Cimbrie (le Danemark), qui mentionnent « cette monture tripède galopant à travers les générations qu'elle décime incessamment ». Le dictionnaire des superstitions mentionne la même origine, inspirée des travaux des frères Grimm, qui ont attribué à Hel, déesse des enfers dans la mythologie nordique, un cheval à trois pieds. 
Par ailleurs, un autre cheval à trois pieds est mentionné dans le folklore alsacien : « Parmi les animaux-fantômes de Strasbourg, il faut placer au premier rang le cheval à trois pieds qui erre sur les ponts et sur les rives de l'Ill et que l'on assure être le diable ».

### Influence asiatique
Selon Désiré Monnier, il est possible qu'Attila, venu en Occident avec les Huns, ait apporté des génies tutélaires tartares en occident, jusque chez les Gallois et les Bretons où le mythe du cheval ailé subsiste toujours. Le cheval ailé pourrait avoir été l'esprit présidant les montagnes chez les Huns. Le sylphe cavalier de Bonlieu serait ainsi issu « des peuples qui ont occupé la Germanie et qui, plus tard, ont envahi la Grande-Bretagne et la Gaule ».
Pour M. Bourquelot de l'École des chartes, la ressemblance peut être un indice de la communauté d'origine d'une légende, mais pas une preuve absolue, et il reste à montrer le processus de transmission. Pour lui, le général chinois Kouang Ti, tué avec son fils et qui est devenu le génie tutélaire des Mandchous, ne semble pas être à l'origine des légendes jurassiennes, et la croyance au sylphe cavalier de Bonlieu ne saurait provenir de l'Asie.

#### XIXesiècle
- Alphonse Rousset et Frédéric Moreau, Dictionnaire géographique, historique et statistique des communes de la Franche-Comté et des hameaux qui en dépendent, classés par département : département du Jura, vol. 5, Besançon, Bintot, 1837 (lire en ligne)
- Alphonse Rousset et Frédéric Moreau, Dictionnaire géographique, historique et statistique des communes de la Franche-Comté et des hameaux qui en dépendent, classés par département : département du Jura, vol. 2, Besançon, Bintot, 1854 (lire en ligne)
- Désiré Monnier, Traditions populaires comparées, J. B. Dumoulin, 1854, 812 p. (lire en ligne)
- Frédéric Moreau, Dictionnaire géographique, historique et statistique des communes de la Franche-Comté et des hameaux qui en dépendent, classés par département : département du Jura, vol. 3, Bintot, 1855 (lire en ligne)
- Société jurassienne d'émulation, Actes, Porrentruy, V. Michel, février 1855 (lire en ligne)
- Louis Pierre François Adolphe Chesnel de la Charbouclais (marquis de), Dictionnaire des superstitions, erreurs, préjugés et traditions populaires, vol. 20 de Troisième et dernière encyclopédie théologique, J.-P. Migne, 1856 (lire en ligne)
- Société de l’École des chartes, Bibliothèque de l'École des chartes, Libr. d'Alphonse Picard, 1857 (lire en ligne)
- Collectif, Revue des deux Mondes, vol. 51, Au Bureau de la Revue des deux Mondes, 1864 (lire en ligne)
- Marie Émile Aimé Vingtrinier, Croyances et traditions populaires, 1874, 2e éd.
- Société d'agriculture, sciences et arts de Poligny, Bulletin, Volumes 16-17, 1875
- Charles Émilien Thuriet, Traditions populaires du Jura, G. Marescha, 1877
- Laurent Jean Baptiste Bérenger-Féraud, Superstitions et survivances : étudiées au point de vue de leur origine et de leurs transformations, vol. 2, E. Leroux, 1896

#### XXesiècle
- Paul Sébillot, Le folklore de France, vol. 1, Librairie orientale & américaine, 1904, 977 p.
- Société des traditions populaires, Revue des traditions populaires, vol. 23, Paris, Librairie orientale et américaine, Lechevalier, 1908
- Émile Thevenot, La nécropole de Furfooz, De Tempel, 1953, 169 p.
- Dissertationes archaeologicae gandenses, vol. 1-3, De Tempel, 1953
- René Alleau, Guide de la France mystérieuse, vol. 1 de Guides noirs, Tchou, 1964, 1023 p.
- Willy Borgeaud, Mythologie de la Suisse ancienne, vol. 2, Librairie de l'Université Georg, 1965, 141 p.
- Charles Thuriet, Traditions populaires de la Haute-Saône et du Jura, Laffitte, 1979, 652 p.
- Gabriel Gravier, Franche-Comté, pays des légendes : Arrondissements de Pontarlier (Doubs), de Saint-Claude et de Lons-le-Saunier (Jura), vol. 2 de Franche-Comté, pays des légendes, Éditions Marque-Maillard, 1980 (ISBN 978-2-903900-00-7)
- Arnold Van Gennep, Manuel de folklore français contemporain : Cycle des douze jours, vol. 7, Picard, 1987, 311 p. (ISBN 978-2-7084-0074-0)
- Société de mythologie française, Mythologie française, Numéros 144-154, 1987
- Cercle de recherche et d'animation sur les traditions populaires Franche-Comté/Europe, « Le drack de Vernantois et de l'Étoile », Hamadryade, nos 8-10,‎ 1989
- Claude Bourgeois, Divona : Monuments et sanctuaires du culte gallo-romain de l'eau : De l'archéologie à l'histoire, t. 2 de Divona, De Boccard, 1992, 314 p.
- François Lassus et Gérard Taverdet, Noms de lieux de Franche-Comté : introduction à la toponymie, Christine Bonneton, 1995, 231 p. (ISBN 978-2-86253-184-7)

#### XXIesiècle
- Antoinette Glauser-Matecki, Le premier mai, ou, Le cycle du printemps : rites, mythes et croyances, Imago, 2002, 244 p. (ISBN 978-2-911416-66-8)
- Catherine Rager, Dictionnaire des fées et du peuple invisible dans l'Occident païen, Brepols, 2003, 1041 p. (ISBN 978-2-503-51105-4)
- Patricia Gaillard et Dominique Lesbros (ill. Mickaël Maréchal), Contes et légendes du Jura, Romagnat, Éditions de Borée, 2007, 536 p. (ISBN 978-2-84494-591-4)